# Lijst van nummer 1-hits in Duitsland in 1987
Deze hits stonden in 1987 op nummer 1 in de Musikmarkt Top 75, de bekendste hitlijst in Duitsland.
| Datum        | Artiest                      | Titel                                      |
| ------------ | ---------------------------- | ------------------------------------------ |
| 2 januari    | The Bangles                  | Walk Like an Egyptian                      |
| 9 januari    | The Bangles                  | Walk Like an Egyptian                      |
| 16 januari   | Mel & Kim                    | Showing Out                                |
| 23 januari   | Mel & Kim                    | Showing Out                                |
| 30 januari   | Mel & Kim                    | Showing Out                                |
| 6 februari   | Richard Sanderson            | Reality                                    |
| 13 februari  | Richard Sanderson            | Reality                                    |
| 20 februari  | Richard Sanderson            | Reality                                    |
| 27 februari  | Richard Sanderson            | Reality                                    |
| 6 maart      | Richard Sanderson            | Reality                                    |
| 13 maart     | Pierre Cosso & Bonnie Bianco | Stay                                       |
| 20 maart     | Pierre Cosso & Bonnie Bianco | Stay                                       |
| 27 maart     | Pierre Cosso & Bonnie Bianco | Stay                                       |
| 3 april      | Pierre Cosso & Bonnie Bianco | Stay                                       |
| 10 april     | Mel & Kim                    | Respectable                                |
| 17 april     | Mel & Kim                    | Respectable                                |
| 24 april     | John Farnham                 | You're the Voice                           |
| 1 mei        | John Farnham                 | You're the Voice                           |
| 8 mei        | Madonna                      | La Isla Bonita                             |
| 15 mei       | Madonna                      | La Isla Bonita                             |
| 22 mei       | Madonna                      | La Isla Bonita                             |
| 29 mei       | Madonna                      | La Isla Bonita                             |
| 5 juni       | Madonna                      | La Isla Bonita                             |
| 12 juni      | Whitney Houston              | I Wanna Dance with Somebody (Who Loves Me) |
| 19 juni      | Whitney Houston              | I Wanna Dance with Somebody (Who Loves Me) |
| 26 juni      | Whitney Houston              | I Wanna Dance with Somebody (Who Loves Me) |
| 3 juli       | Whitney Houston              | I Wanna Dance with Somebody (Who Loves Me) |
| 10 juli      | Whitney Houston              | I Wanna Dance with Somebody (Who Loves Me) |
| 17 juli      | Pet Shop Boys                | It's a Sin                                 |
| 24 juli      | Pet Shop Boys                | It's a Sin                                 |
| 31 juli      | Pet Shop Boys                | It's a Sin                                 |
| 7 augustus   | Pet Shop Boys                | It's a Sin                                 |
| 14 augustus  | Pet Shop Boys                | It's a Sin                                 |
| 21 augustus  | Pet Shop Boys                | It's a Sin                                 |
| 28 augustus  | Desireless                   | Voyage, voyage                             |
| 4 september  | Desireless                   | Voyage, voyage                             |
| 11 september | Desireless                   | Voyage, voyage                             |
| 18 september | Desireless                   | Voyage, voyage                             |
| 25 september | Desireless                   | Voyage, voyage                             |
| 2 oktober    | Rick Astley                  | Never Gonna Give You Up                    |
| 9 oktober    | Rick Astley                  | Never Gonna Give You Up                    |
| 16 oktober   | Rick Astley                  | Never Gonna Give You Up                    |
| 23 oktober   | Bee Gees                     | You Win Again                              |
| 30 oktober   | Bee Gees                     | You Win Again                              |
| 6 november   | Bee Gees                     | You Win Again                              |
| 13 november  | Bee Gees                     | You Win Again                              |
| 20 november  | Bee Gees                     | You Win Again                              |
| 27 november  | Bee Gees                     | You Win Again                              |
| 4 december   | Rick Astley                  | Whenever You Need Somebody                 |
| 11 december  | Rick Astley                  | Whenever You Need Somebody                 |
| 18 december  | Rick Astley                  | Whenever You Need Somebody                 |
| 25 december  | Rick Astley                  | Whenever You Need Somebody                 |